# Horní Bezděkov

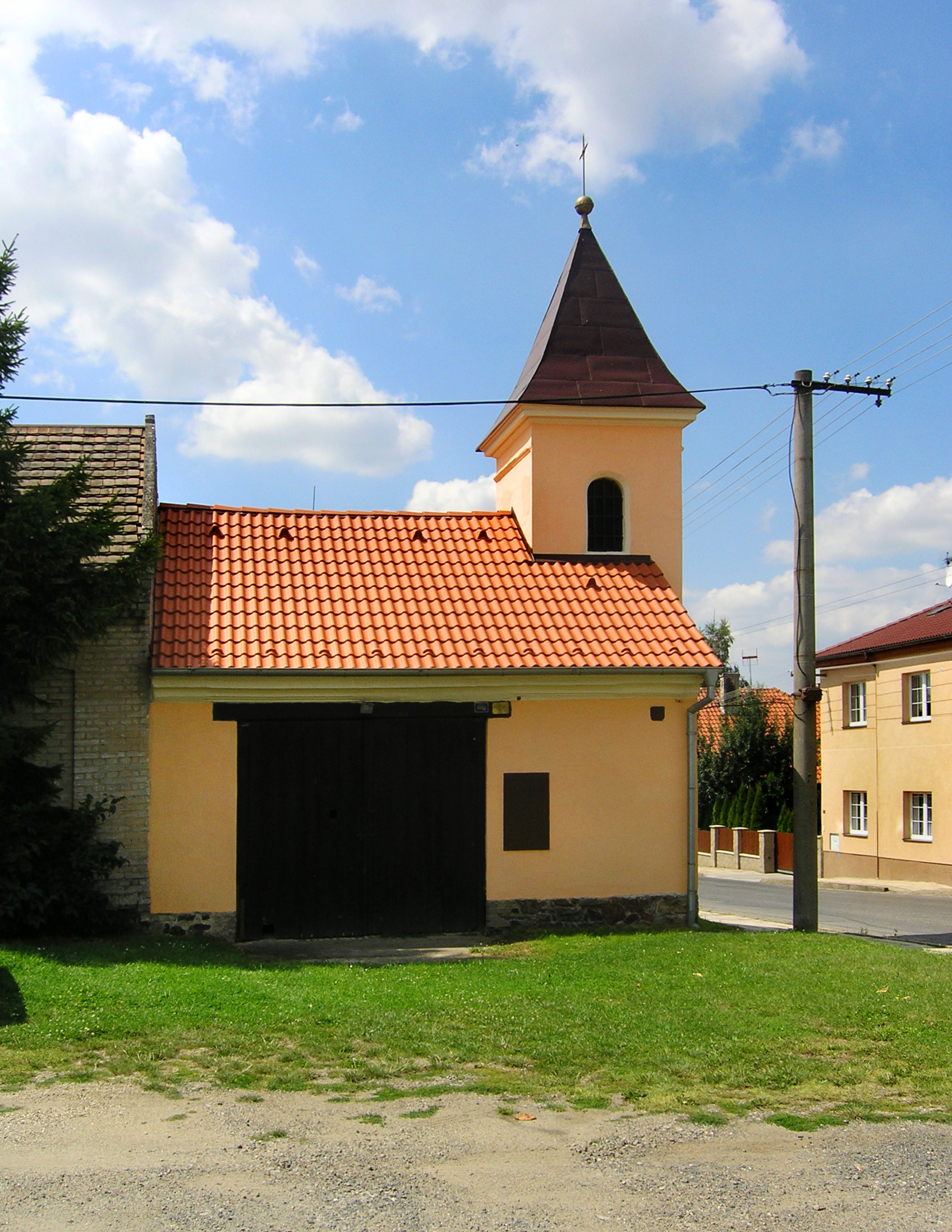
Glockenturm

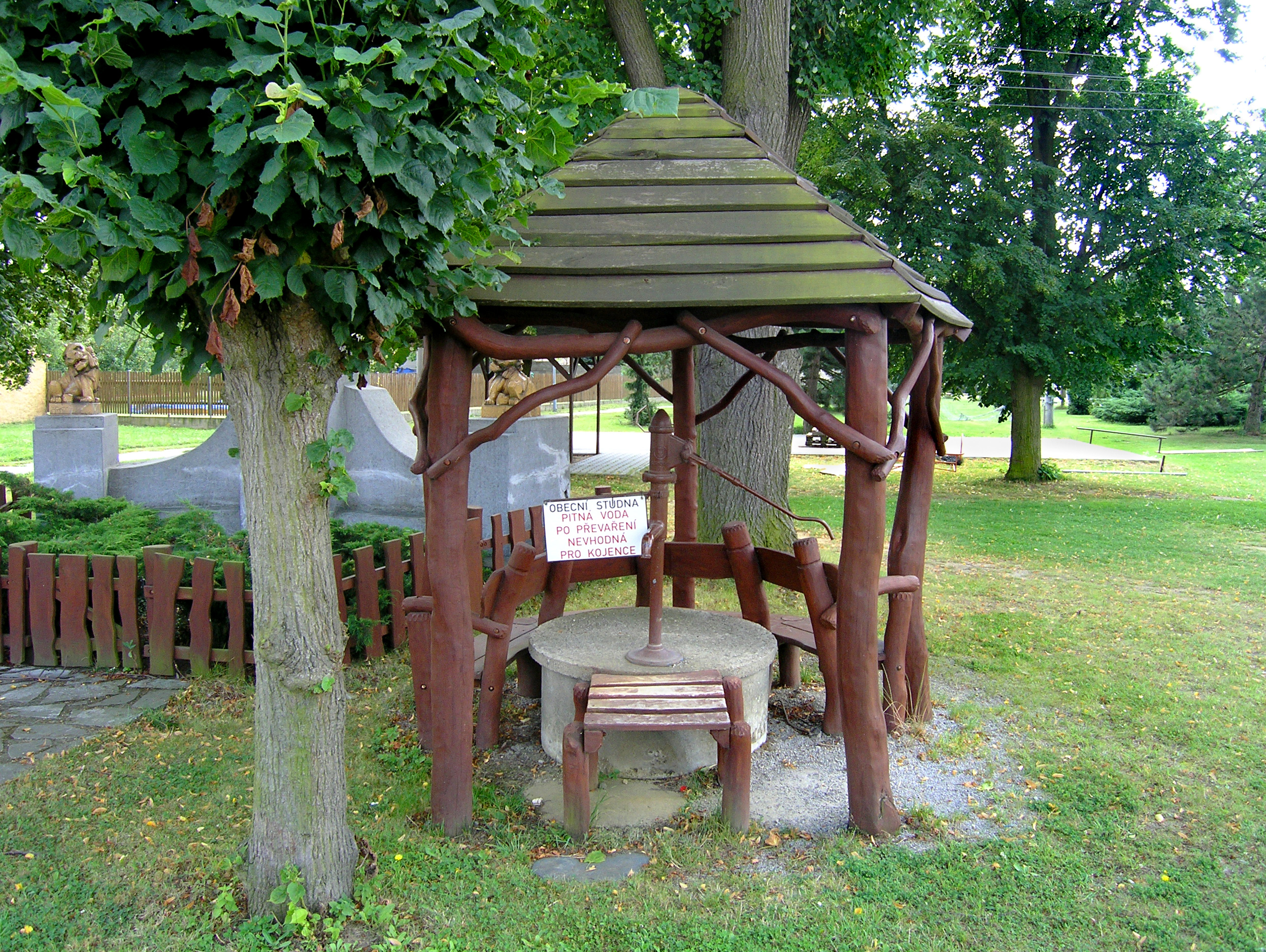
Trinkbrunnen auf dem Dorfplatz

Horní Bezděkov (deutsch Ober Besdiekau, auch Ober Bezdiekau) ist eine Gemeinde in Tschechien. Sie liegt fünf Kilometer westlich von Unhošť und gehört zum Okres Kladno. Im Volksmund wird das Dorf als Hatě bzw. Na Hatích bezeichnet.

## Geographie
Horní Bezděkov liegt in den Ausläufern der Křivoklátská vrchovina. Östlich des Dorfes erstreckt sich der Naturpark Povodí Kačáku, südlich das Landschaftsschutzgebiet Křivoklátsko (deutsch Pürglitzer Wald). Nach Süden bildet die Loděnice, die hier auch Kačák genannt wird, ein tief eingeschnittenes Tal. Im Norden erhebt sich der Na Hájku (445 m), im Süden der Brdce (Steinberg, 450 m), der Vysoký vrch (Großberg, 486 m) und der Tuchonín (488 m), südwestlich der Obecní vrch (433 m), im Westen der Holý kopec (427 m) sowie nordwestlich die Dojka (445 m). Durch Horní Bezděkov führt die Staatsstraße II/201 zwischen Křivoklát und Unhošť.
Nachbarorte sind Družec und Velká Dobrá im Norden, Valdek, Braškov und Kyšice im Nordosten, Amerika, Unhošť und Čeperka im Osten, Nouzov im Südosten, Malé Kyšice, Poteplí und Chyňava im Süden, Zelená Bouda, Roučmídův Mlýn, Mostecký Mlýn und Bratronice im Südwesten, Borek und Dolní Bezděkov im Westen sowie Na Rybárně, Nový Mlýn, Zlivský Mlýn, Syrových Mlýn und Žilina im Nordwesten.

## Geschichte
Horní Bezděkov entstand im Pürglitzer Wald an einem alten Jagdsteig, der von Prag über Zbečno zur Burg Pürglitz führte. Die erste schriftliche Erwähnung von Bezděkov u Unhoště stammt aus dem Jahre 1260, als König Ottokar II. Přemysl das Dorf, das bis dahin zum Besitz des Prager Bistums gehörte, in die Kammergüter eingliederte. Bald darauf überließ er es jedoch den Bürgern von Beroun. König Johann von Luxemburg erwarb das Dorf zurück und gliederte es den Pürglitzer Gütern an.
1658 verpfändete Kaiser Leopold I. die Kronherrschaft Pürglitz für drei Jahre an Johann Adolf von Schwarzenberg. Im Jahre 1685 verkaufte Leopold I. die Herrschaft an Ernst Joseph Graf von Waldstein. 1731 vermachte Johann Joseph Graf von Waldstein die Herrschaft seiner Tochter und Universalerbin Maria Anna Fürstin zu Fürstenberg, die sie 1756 testamentarisch mit der Herrschaft Kruschowitz und dem Gut Nischburg zu einem Familienfideikommiss von 400.000 Gulden vereinigte. Die eine Hälfte des Erbes fiel ihren Söhnen Joseph Wenzel zu Fürstenberg-Stühlingen und Karl Egon I. zu Fürstenberg zu, die andere Hälfte ihren Töchtern Henriette Fürstin von Thurn und Taxis und Maria Theresia zu Fürstenberg. Als Fideikommisserben setzte sie ihren zweitgeborenen Sohn Karl Egon I. ein, der durch Abfindung auch die Anteile seiner Geschwister erwarb. Nach dem Tode Karl Egons I. erbte 1787 dessen ältester Sohn Philipp Fürst zu Fürstenberg († 1790) den Besitz, gefolgt von seinen Kindern Karl Gabriel zu Fürstenberg († 1799) und Leopoldine Prinzessin von Hessen-Rothenburg-Rheinfels. 1803 verzichteten die weiblichen Erben in einem Familienvergleich zugunsten des minderjährigen Karl Egon II. zu Fürstenberg und der fürstlichen und landgräflichen Häuser Fürstenberg; als Verwalter wurde bis zu seiner Volljährigkeit im Jahre 1817 Joachim Egon Landgraf von Fürstenberg eingesetzt.
Im Jahre 1843 bestand Ober-Bezdiekau/Hornj Bezděkow aus 42 Häusern mit 268 Einwohnern. Eines der Häuser – die Mühle Potepl – gehörte zum Gut Neuhof. Im Dorf gab es ein herrschaftliches Hegerhaus (Haus Nr. 7). Pfarrort war Unhoscht. Bis zur Mitte des 19. Jahrhunderts unterstand Ober-Bezdiekau dem Fideikommiss Pürglitz.
Nach der Aufhebung der Patrimonialherrschaften bildete Horní Bezděkov / Ober Bezdiekau zusammen mit Dolní Bezděkov, Malé Kyšice und Poteplí ab 1850 die Gemeinde Bezděkov / Bezdiekau im Bezirk Smichow und Gerichtsbezirk Unhoscht mit einer Fläche von 1209 Hektar. Nach dem Tode von Karl Egon II. zu Fürstenberg erbte 1854 sein zweitgeborener Sohn Max Egon I. das Fideikommiss Pürglitz. Ab 1893 gehörte die Gemeinde zum Bezirk Kladno, zugleich wurde der Gemeindename in Horní Bezděkov / Ober Bezdiekau geändert. Im Schuljahr 1918/19 wurden in Horní Bezděkov 166 Kinder unterrichtet. Im Jahre 1923 lösten sich die Ortsteile Dolní Bezděkov und Malé Kyšice los und bildeten eigene Gemeinden. 1926 wurde eine Wassergenossenschaft zur Meliorisation des Feuchtlandes gebildet. 1930 wurde der Busverkehr von Kladno über Horní Bezděkov, Unhošť und Hořelice nach Prag aufgenommen. Ende des Jahres erfolgte die Elektrifizierung des Dorfes.
Im Jahre 1932 lebten in Horní Bezděkov 305 Personen. Im Zuge der Errichtung der Prager Linie des Tschechoslowakischen Walls wurde 1937 auf dem Brdce ein Bunker gebaut. Nachdem im Schuljahr 1960/61 nur noch 19 Kinder in Horní Bezděkov eingeschult waren, wurde die Schule geschlossen. Seit 1998 führt die Gemeinde ein Wappen und einen Banner.

## Ortsgliederung
Für die Gemeinde Horní Bezděkov sind keine Ortsteile ausgewiesen.

## Sehenswürdigkeiten
- Glockenturm auf dem Dorfplatz
- Trinkbrunnen auf dem Dorfplatz
- Felsgipfel des Vysoký vrch mit Aussichtsturm
- Felsgipfel des Brdce mit Bunker
- Marienkapelle an einer Wunderquelle im Tal des Baches Žlábek südwestlich von Horní Bezděkov, errichtet 1649. Sie wurde im Jahre 2000 instand gesetzt.